# هنریک بلکسکیه
هنریک بلکسکیه (دانمارکی: Henrik Blakskjær؛ زادهٔ ۸ ژوئیهٔ ۱۹۷۱) قایقران قایق بادبانی اهل دانمارک است.